# Visita del papa Francisco a Paraguay
El viaje apostólico del papa Francisco a Paraguay, que tuvo lugar entre el 10 y el 12 de julio de 2015, fue el primer viaje del papa Francisco al mencionado país sudamericano en su calidad de jefe de Estado y cabeza visible de la Iglesia católica. No obstante, antes de ser elegido papa ya había conocido Paraguay.
Representó a su vez la segunda presencia de un Sumo pontífice en suelo paraguayo, tras la de Juan Pablo II en mayo de 1988. Esta visita cerró su gira latinoamericana programada para el 2015, que incluyó anteriormente a los países de Ecuador y Bolivia.

## Antecedentes

### Sus lazos con el Paraguay
Esther Ballestrino
En su juventud, Jorge Bergoglio trabajó en un laboratorio químico en donde tuvo como jefa a Esther Ballestrino de Careaga, nacida en Uruguay pero radicada desde muy pequeña en Encarnación, Paraguay. Esta maestra, bioquímica y activista social paraguaya (cofundadora de la organización argentina Madres de Plaza de Mayo) ocupa un lugar preponderante en la estima del hoy Papa Francisco. Durante la dictadura de Videla, Ballestrino fue víctima de secuestro, tortura y asesinato.
Relación con migrantes paraguayos
En la época en que se desempeñaba como superior provincial de la Compañía de Jesús, Francisco pudo conocer de manera cercana a residentes paraguayos en Argentina localizados en asentamientos irregulares, también conocidos como villas.
Jesuita paraguayo
El escritor y filósofo italiano, experto en semiología, Umberto Eco, opinó en un artículo publicado en diferentes medios internacionales, entre ellos el New York Times, que el Papa Francisco bien podría ser un jesuita paraguayo, debido a la influencia que ejerció en su educación religiosa el denominado Santo Experimento de los jesuitas en Paraguay, en referencia a las misiones jesuíticas guaraníes establecidas en el siglo XVII.
La mujer paraguaya
En noviembre de 2010, Bergoglio, quien por entonces era arzobispo y cardenal, durante una homilía pronunciada en la parroquia Virgen del Carmen de Buenos Aires, exaltó las virtudes de la mujer paraguaya al inspirarse en la imagen de la Virgen de Caacupé, que se encontraba presente en aquel momento, y en el heroico papel que cumplió tras el final de la Guerra de la Triple Alianza.
Más tarde, ya como obispo de Roma, reiteró su admiración en más de una ocasión llegando a proponer que se le sea otorgado de modo simbólico el Premio Nobel.

«Ustedes saben que en toda América la mujer paraguaya es la mujer más gloriosa. Porque esa mujer, la mujer del Paraguay, supo asumir un país derrotado por la injusticia y los intereses internacionales. Y ante esa derrota, llevó adelante la patria, la lengua y la fe. Por eso es doblemente gloriosa esta imagen, por ser la madre de Dios y por ser paraguaya».
Jorge Mario Bergoglio, actual papa Francisco.

### Invitación
El 29 de abril de 2014, el presidente del Paraguay, Horacio Cartes, realizó una visita oficial a la Santa Sede para reunirse con el papa Francisco. En la ocasión, el mandatario paraguayo le expresó su deseo de incluir a Paraguay en la futura gira que ya tenía prevista llevar a cabo por países de Latinoamérica, a cuyo requerimiento el máximo líder de la Iglesia católica contestó que se comprometía a poner su mejor esfuerzo para que dicho anhelo se concrete.
El anuncio oficial del viaje apostólico del papa Francisco al Paraguay se dio a conocer el 16 de abril de 2015.

## Actividades

### Primera jornada
El arribo del papa Francisco al Aeropuerto Internacional Silvio Pettirossi de la ciudad de Luque, a bordo de un Airbus A330-200 de la compañía aérea Alitalia, se produjo el viernes 10 de julio de 2015 a las 14:49 h (UTC -4) proveniente de Santa Cruz de la Sierra, Bolivia. Fue recibido por el presidente Horacio Cartes junto al nuncio apostólico Eliseo Ariotti, más el acompañamiento de un coro de 200 niños de Luque y otro compuesto por chicos de las parcialidades indígenas aché y mbyá, completándose el acto de bienvenida con un número artístico a cargo de un ballet de danzas típicas.

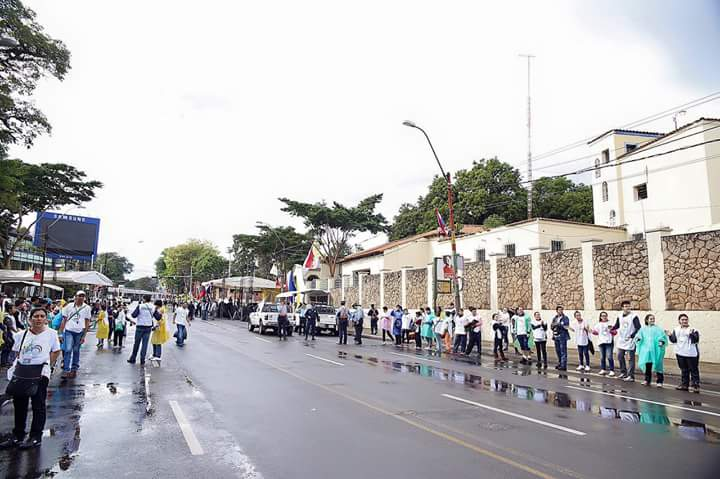
Gente esperando llegada del Papa al Buen Pastor.

Desde ahí se trasladó en el papamóvil rumbo a la Nunciatura Apostólica, sitio de alojamiento que tuvo durante su estadía de tres días, saludando durante todo su trayecto a miles de devotos apostados a la vera del camino formando un cordón de honor. En el medio, se detuvo brevemente frente a la cárcel de mujeres del Buen Pastor donde fue recibido por la ministra de Justicia, Sheila Abed, junto a un coro de 50 reclusas del penal.
Más tarde, el Santo padre concertó una visita de cortesía al presidente Cartes en el Palacio de los López. Tras el discurso emitido por el jefe de Estado anfitrión, llegó el turno del pronunciado por Jorge Bergoglio, quien en su primer mensaje se refirió a varios aspectos relacionados con la lucha contra la corrupción y el narcotráfico, el desarrollo económico incluyente para los más débiles, y el reconocimiento para el pueblo paraguayo representado en el papel desempeñado por la mujer de esa nación en períodos de posguerra.

### Segunda jornada

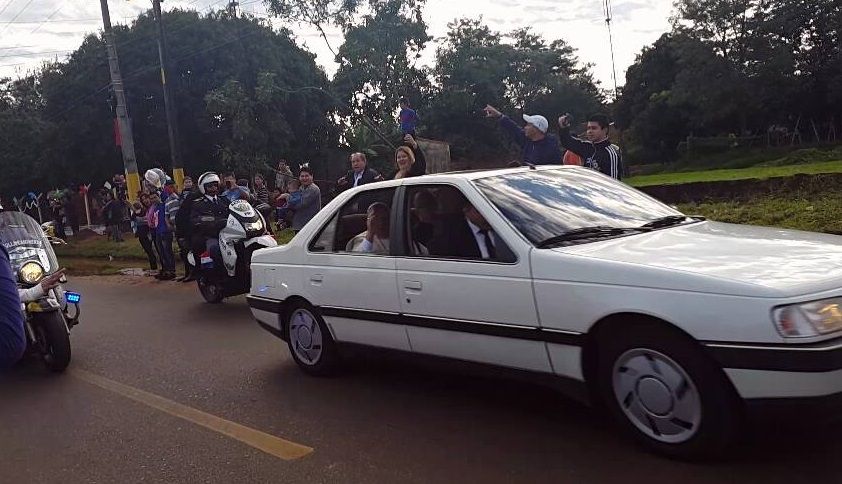
Traslado en automóvil cerrado a San Lorenzo.

Al día siguiente, sábado 11 de julio, temprano por la mañana el también llamado vicario de Cristo llegó hasta el Hospital Pediátrico "Niños de Acosta Ñu", situado en la ciudad de San Lorenzo. Como dato curioso, a pedido del propio Francisco, se transportó hasta dicho nosocomio en el mismo vehículo que utilizara Juan Pablo II en 1988, cuando éste visitó el país, en este caso un Peugeot blanco, modelo 405 SR de aquel año.
Más adelante, prosiguió su camino rumbo a Caacupé, pasando primeramente por la Cruz del Peregrino (Kurusu Peregrino), punto en el que retornó al papamóvil, antes de llegar al Santuario Nacional de la Virgen de Caacupé, donde ofició una misa. Al término de la misma, se dio lectura al decreto por el cual la Santa Sede le confiere el título de basílica menor al recinto eclesiástico.

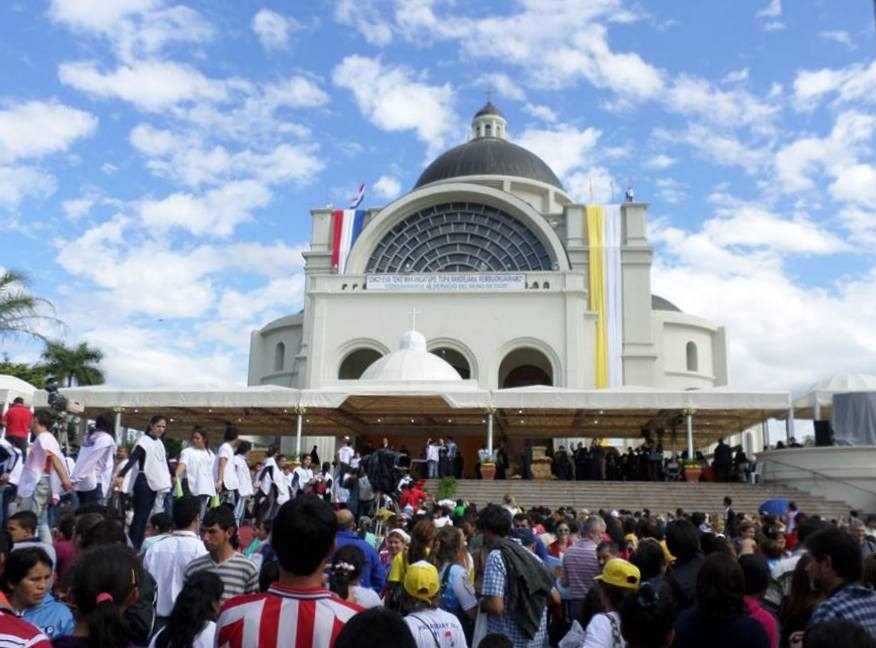
Fieles aguardando inicio de acto litúrgico frente a Basílica de Caacupé.

Pasado el mediodía, el Papa se tomó un breve descanso en la Nunciatura debido a la ajetreada agenda que vino cumpliendo desde el domingo pasado cuando inició su gira pastoral en Ecuador. En un momento dado se especuló con que Francisco habría sufrido un supuesto malestar horas atrás, lo cual retrasó por algunos minutos el comienzo del acto religioso, pero luego fue desmentido por el vocero de la Santa Sede, Federico Lombardi.
Reanudó su periplo saliéndose por primera vez del programa originalmente establecido al visitar la parroquia y clínica de la Fundación San Rafael, dirigida por el padre italiano Aldo Trento. Se trata de una institución que ofrece asistencia a enfermos con diagnóstico terminal.
Minutos después, partió a un encuentro con representantes de la sociedad civil en el polideportivo León Coundou, perteneciente al colegio San José. Allí pronunció uno de sus discursos más críticos apuntando hacia diversas problemáticas padecidas por la sociedad. Además, también contestó unas cuatro preguntas (de cinco previstas en principio) formuladas por diferentes estamentos.
Posteriormente, Francisco se trasladó a la Catedral Metropolitana "Nuestra Señora de la Asunción" para conmemorar las vísperas junto a religiosos, diáconos, seminaristas y movimientos católicos. Para culminar el largo día se dirigió al colegio jesuita Cristo Rey, en donde se aloja el corazón de san Roque González de Santacruz, el primer santo paraguayo. Nuevamente, esta actividad no estaba dentro de las dadas a conocer con antelación.

### Tercera y última jornada

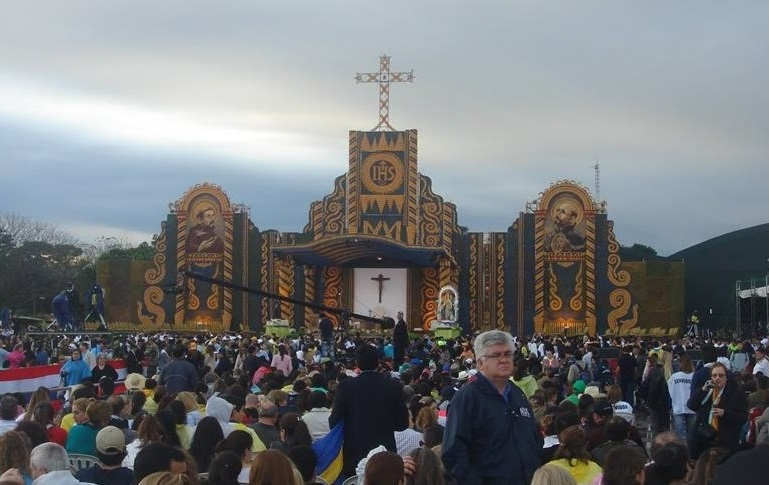
Misa central celebrada en Ñu Guasu, Luque.

El fin de su recorrido por Sudamérica se produjo el domingo 12 de julio. A primera hora, el papa llegó a la capilla San Juan Bautista del barrio Bañado Norte de la ciudad capital, uno de los sectores más afectados por condiciones de extrema pobreza, en donde compartió unos momentos con pobladores de dicha zona.
A continuación, a partir de las 10:00 hs. de la mañana, el papa se dirigió al predio de la Fuerza Aérea Paraguaya, frente al parque Ñu Guasu, para celebrar allí la misa central y la oración del Ángelus. Estuvo presente la presidenta de Argentina, Cristina Fernández de Kirchner, por invitación de su par paraguayo, Horacio Cartes. Se estima que asistieron más de un millón de personas, incluyendo a provenientes de países limítrofes como Argentina o Brasil.
Una vez finalizado el acto eucarístico, el Santo Padre almorzó con obispos del Paraguay en el Centro Cultural de la Nunciatura Apostólica. A las 17, la cita fue en la Costanera de la Bahía de Asunción, donde emitió un mensaje dirigido a los jóvenes a quienes pidió que "sigan haciendo lío, pero que lo organicen bien y ayuden a arreglarlo". Previamente, había escuchado los testimonios de vida de dos representantes de la juventud.

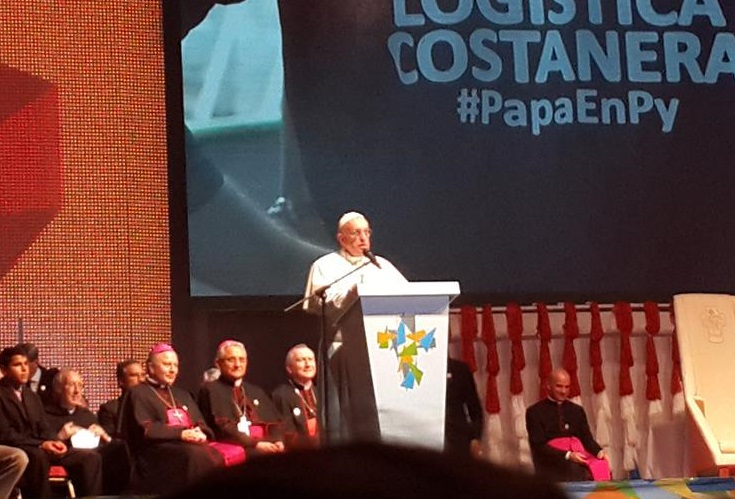
Francisco hablando a jóvenes en Costanera de Asunción.

Por último, emprendió el trayecto final hacia la terminal aérea para la ceremonia de despedida, haciendo antes un fugaz paso por el frente del memorial del supermercado Ycua Bolaños para bendecirlo. En principio, la comitiva tenía planeado detenerse con el fin de que el Papa permanezca por unos instantes en el local siniestrado, donde en 2004 perdieron la vida 396 personas, víctimas de un voraz incendio, pero un imprevisto desborde de la multitud provocó la cancelación del encuentro por falta de mayores garantías para su seguridad. La aeronave de Alitalia despegó con destino a Roma a las 19:38 hs.
Ya en pleno vuelo, de manera sorpresiva el papa Francisco envió a la torre de control del Silvio Pettirossi un último mensaje que fue leído por el capitán de la tripulación. El saludo de despedida expresó lo siguiente:

«Excelentísimo Dr. Horacio Manuel Cartes Jara, presidente de la República del Paraguay, Asunción:
Al dejar Paraguay y continuar mi viaje de regreso a Roma, me es grato enviar un cordial saludo a vuestra excelencia, renovando de nuevo mi agradecimiento y afecto a ese querido pueblo. Lo llevo en mi corazón y pido al Señor copiosas gracias para todos.
Que les ayuden a progresar en fraternidad y armonía.»
Papa Francisco

## Organización

### Papamóvil

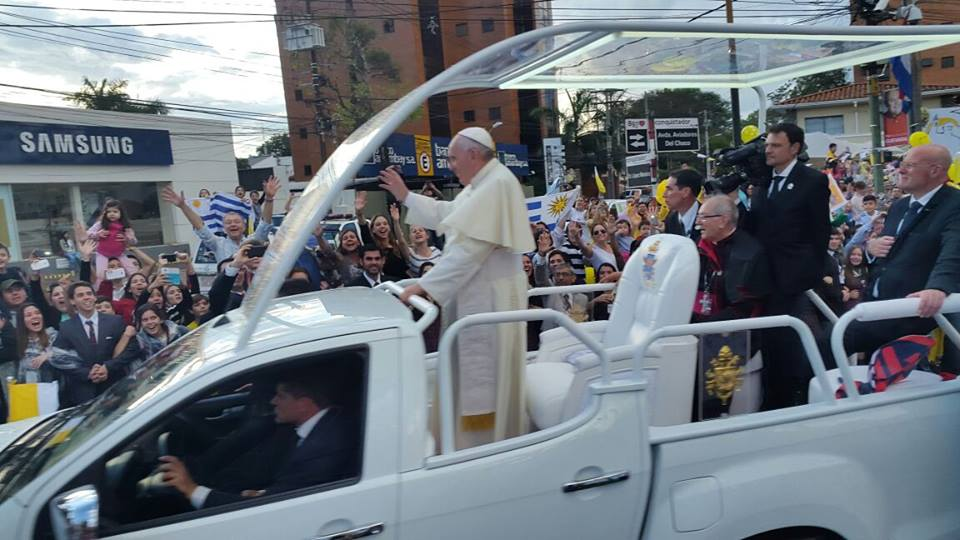
Papamóvil utilizado durante la visita al país.

El papamóvil preparado para esta oportunidad se trató de una camioneta Isuzu D-max del año 2015, con doble cabina, adaptada para albergar el asiento papal, el cual fue giratorio con el fin de que Francisco descienda por la escalinata para saludar a los fieles.
El trabajo de ensamblaje del vehículo fue realizado por un grupo de chapistas, electricistas, tapiceros y mecánicos locales que estuvo supervisado por el Cuerpo de Gendarmería de la Ciudad del Vaticano.

### Retablo

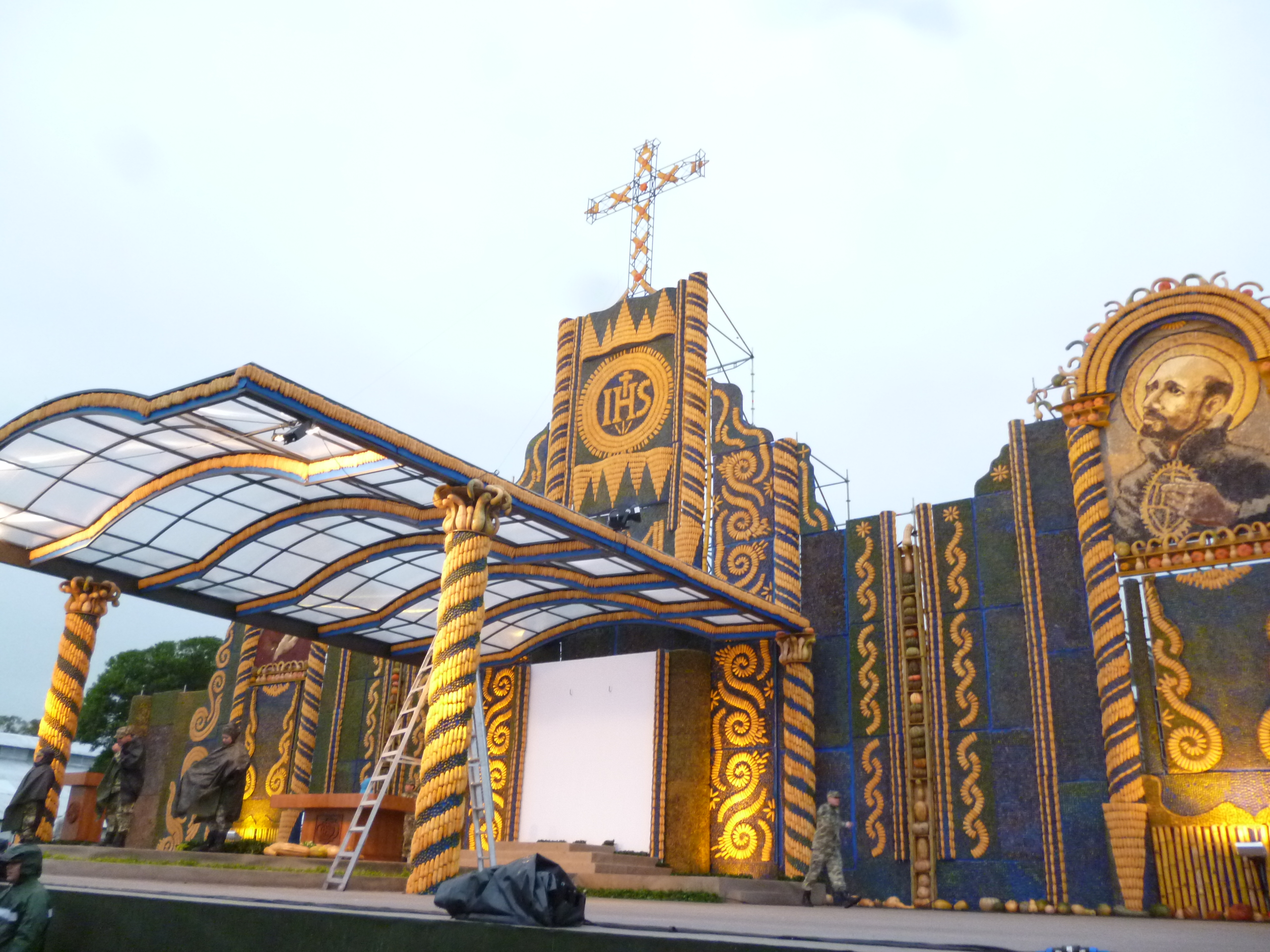
Retablo a base de productos agrícolas.

Con motivo de la celebración de la misa principal del domingo 12 de julio en Ñu Guasu, fue elaborado un retablo de gran tamaño construido por el artista plástico paraguayo Delfín Roque Ruíz Pérez, más conocido como Koki Ruíz, con la colaboración de un equipo de artesanos provenientes de la ciudad de San Ignacio, departamento de Misiones. Debido a sus extensas proporciones y complejo acabado llamó la atención de la ciudadanía, incluso a nivel internacional.
Ruiz es reconocido por la creación de altares de similares características erigidos en la compañía de Tañarandy, localizada en San Ignacio, adonde desde 1992 se congregan miles de visitantes durante la Semana Santa.
La pieza de altar se compuso de 32.000 mazorcas de maíz (equivalentes a media hectárea), donadas por comunidades rurales de los departamentos de Alto Paraná y Caazapá, 1.000 calabazas y 200.000 cocos (firmados cada uno con mensajes de la gente). La obra evocó en su conjunto el estilo barroco jesuítico-guaraní y la agricultura familiar campesina.

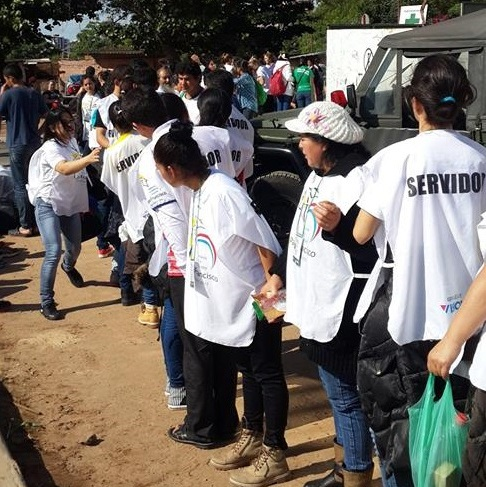
Servidores en plena labor.

Dicha estructura midió 20 metros de altura sobre una base de 40 m. Su costo rondó la suma de 300 millones de guaraníes (unos 58 mil dólares) y fue financiado por la central hidroeléctrica de Itaipú.

### Servidores
Cerca de 81.000 voluntarios prestaron sus servicios durante los tres días en los que se desarrolló la visita papal. Los mismos cumplieron diferentes tareas, cubriendo todos los recorridos que realizó el papamóvil, y fueron identificados mediante chalecos especiales con sus respectivas credenciales. Además, para la ceremonia litúrgica del domingo trabajaron unos 30.000 servidores con la misión de cuidar que los miles de asistentes se mantuvieran dentro de las delimitaciones preestablecidas.

### Himno oficial
La canción elegida para identificar el evento se denominó "Gracias Santo Padre", creada por el grupo musical Nazarenos, integrado por Christian Arzamendia, Néstor Benítez, José Gauto y Fernando Ugarte. Dicha composición fue seleccionada a través de un concurso en el cual compitieron inicialmente un total de 80 canciones, resultando ganadora en la presentación final de la que tomaron parte otros siete postulantes.
Asimismo, el Arzobispado de Asunción seleccionó, mediante previa prueba de audición, a unas 545 personas para conformar el coro papal que cantó durante la misa que ofreció el Papa el domingo 12 de julio, en Ñu Guasu. Estuvo integrado por 159 sopranos, 147 altos, 115 tenores y 124 bajos.

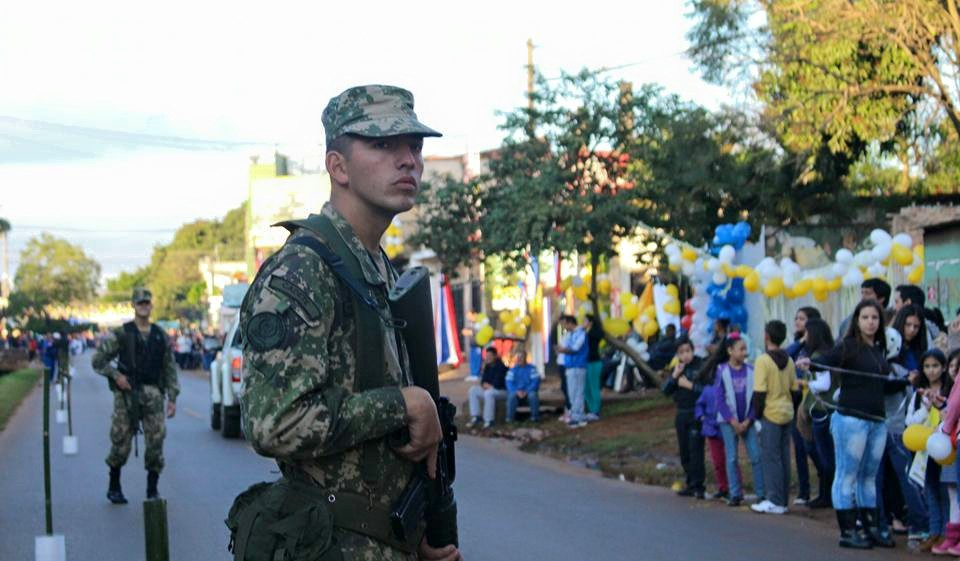
Soldados del Ejército Paraguayo fueron parte del operativo.

### Seguridad
El Comando de Operaciones de Seguridad implementó un dispositivo que cubrió diferentes puntos estratégicos de las ciudades por donde transitó el Sumo pontífice. El mismo estuvo conformado por agentes de la Policía Nacional, la Patrulla Caminera, la Policía Municipal de Tránsito y el Ejército, totalizando unos 55.000 efectivos, de los cuales 20.000 fueron militares.
Por su parte, la Gendarmería de la Ciudad del Vaticano y el Regimiento Escolta Presidencial estuvieron a cargo del resguardo personal del Papa.

### Logo
La Comisión Coordinadora de la Visita Papal al Paraguay fue la encargada de presentar el logotipo oficial que se utilizó en el marco del acontecimiento, bajo el lema de Mensajero de la Alegría y de la Paz.
El diseño combina los colores de la bandera pontificia (blanco y amarillo) con los del Paraguay (rojo, blanco y azul), formando entre ambas el contorno de un corazón. Por dentro se observa una imagen de Francisco portando una cruz, junto a una paloma en la parte superior, y en el centro una frase en idioma guaraní que reza "Oguerúva vy’a ha py’aguapy" (El que trae felicidad y paz).